# Валлийская марка
Валлийская марка (англ. Welsh Marches, валл. Y Mers) — традиционное название областей на границе Уэльса и Англии.
В разное время в состав Валлийской марки входили разные территории. Крупными городами Валлийской марки были Глостер, Херефорд, Честер, Шрусбери, Рексем, Лудлоу.
Первоначально в средние века термин использовался для обозначения марок между Королевством Англия и Княжеством Уэльс, в которых лорды имели особые права, осуществляемые в некоторой степени независимо от короля Англии. Сейчас под «Валлийской маркой» обычно подразумевают английские графства, которые лежат вдоль границы с Уэльсом.

## Этимология
Английское слово march в значении «граница» происходит от старофранцузского слова march («граница», «рубеж»), далее от франкского *marka, или какого-то другого германского слова (ср. древневерхненемецкое marcon («отмечать», «разграничивать»), немецкое Mark («граница»), английское mark («отметка»)).

## Происхождение: Мерсия и валлийцы

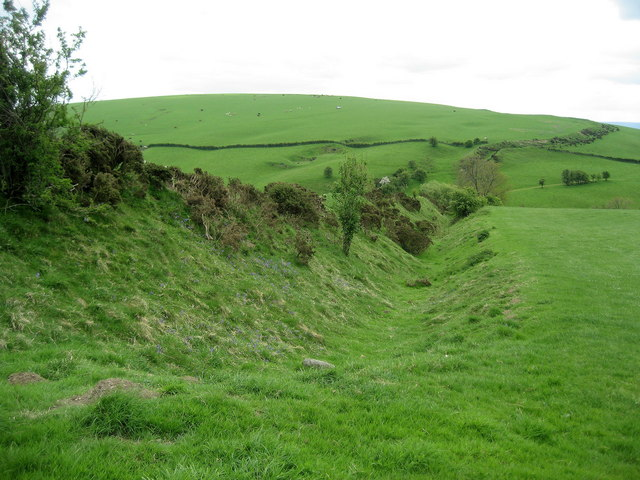
Вал Оффы возле Клуна в Шропшире

После упадка и падения Римской империи, которая владела южной Британией примерно до 410 года н. э., территория, которая сейчас является Уэльсом, контролировалась рядом отдельных римско-британских королевств, включая Поуис на востоке. В течение следующих нескольких столетий англы, саксы и другие постепенно завоевали и заселили восточную и южную Британию. В Личфилде Пенда основал королевство Мерсия и установил прочные союзы с валлийскими королями. Однако его преемники стремились расширить Мерсию дальше на запад, на территорию нынешних Чешира, Шропшира и Херефордшира. Примерно в 820 году набеги из Поуиса заставили правителей Мерсии построить вал Вата, пограничный земляной вал, простирающийся от долины Северна возле Озуэстри до устья реки Ди. По мере роста могущества Мерсии ряд городов с гарнизонами, такие как Шрусбери и Херефорд, определяли марку так же, как и вал Оффы, более прочное и длинное пограничное земляное укрепление, возведённое по приказу Оффы из Мерсии между 757 и 796 годами нашей эры. Вал все еще существует, и лучше всего его можно увидеть в Найтоне, недалеко от современной границы между Англией и Уэльсом.

## Список феодальных образований в Валлийской марке и графствах-преемниках
Список феодальных образований в Валлийской марке и графствах-преемниках:

| - Флинтшир Флинт Хаварден Хоупдал Мэлор Молд - Денбишир Северный Поуис Чиркленд Денби Ритин - Монтгомеришир Бетус-Кедеуайн Керри Монтгомери (часть) Южный Поуис | - Радноршир Коммот Дейтур Элфайл Гласбери Гуртейрнион Майлиэнид Престин - Брекнокшир Блайнллинфи Брекон Билт Хей-он-Уай - Монмутшир Абергавенни Карлеон Чепстоу (часть) Эвиас (часть) Гуинллуг Монмут Аск | - Гламорган Говер - Кармартеншир Кантрев-Бихан Кидвелли Эмлин Лланстефан Лохарн Сент-Клирс Истлвил - Пембрукшир Кемес Килгерран Хаверфордуэст Ллавхаден Нарберт Девисленд Пембрук | - Переданы английским графствам Бишопс-Касл (Шропшир) Кос (часть) (Шропшир) Чепстоу (часть) (Глостершир) Клиффорд (Херефордшир) Клун (Шропшир) Эвиас Ласси (часть) (Херефордшир) Найтон (часть) (Херефордшир) Хангтингтон (Херефордшир) Монтгомери (часть) (Шропшир) Озуэстри (Шропшир) Виттингтон (Шропшир) Вигмор (Херефордшир) |  |